# Tolten
Tolten är en kommun i Chile.   Den ligger i provinsen Provincia de Cautín och regionen Región de la Araucanía, i den södra delen av landet, 700 km söder om huvudstaden Santiago de Chile. Antalet invånare är 10 291. Arean är 860 kvadratkilometer.
Terrängen i Tolten är kuperad åt sydost, men åt nordväst är den platt.
I omgivningarna runt Tolten växer i huvudsak blandskog. Runt Tolten är det glesbefolkat, med 11 invånare per kvadratkilometer.